# Jean Valière
Pour les articles homonymes, voir Valière (homonymie).
Jean Valière, de son vrai nom Jean-Paul Chizat, est un acteur français né le 9 février 1941 à Paris. Essentiellement actif dans le théâtre, il a participé à de nombreuses pièces.

## Biographie
Formation : Conservatoire national supérieur d'art dramatique.
Jean Valière a été mis en scène par Roger Planchon, Yves Gasc, Jean-Paul Roussillon, Jacques Mauclair, Jacques Charon, André Thorent, Jacques Seyres, Andréas Voutsinás, Michel de Maulne, Lucian Pintilie, Didier Flamand, etc.
Il a été dirigé au cinéma et à la télévision par Claude Autant-Lara, Jacques Demy, Jean Delannoy, Jean-Paul Sassy, Claude Barma, Albert Riéra, Franz Peter Wirth, Henri Colpi, Jean Dréville, Jean-Claude Denesle, Arno Strobel, etc.
Puis, en 1980, il s’inscrit à l’école du Louvre. Tout en continuant son métier d’acteur, devenu conférencier, il est « chargé de cours » (histoire de Paris) au lycée Bessières (formation des guides-interprètes), il enseigne à l’École supérieure du tourisme, Paris (histoire de l'art), il est également conseiller technique (coach) à l’Université Paris-Est-Marne-la-Vallée pour les candidats au BTS Tourisme.

## Théâtre
- 1962 : Édouard II de Christopher Marlowe, mise en scène Roger Planchon, Théâtre des Champs-Élysées
- 1962 : La Place Royale de Pierre Corneille, mise en scène d'Yves Gasc, Théâtre Récamier
- 1962 : La Reine morte d'Henry de Montherlant, mise en scène  de Pierre Dux, Comédie-Française
- 1964 : Barberine d'Alfred de Musset, mise en scène de Jean-Paul Roussillon, Comédie-Française
- 1964 : Les Femmes savantes de Molière, mise en scène de Jean Meyer, Comédie-Française
- 1966 : L'Avare de Molière, mise en scène : Jacques Mauclair, Comédie-Française
- 1966 : Le Misanthrope (Molière) mise en scène de Jacques Charon, Comédie-Française
- 1966 : Ces dames aux chapeaux verts de Germaine Acremant, mise en scène de Philippe Janvier, Théâtre des Arts (Paris)
- 1966 : L'Œuf à la coque de Marcel Franck, mise en scène de François Guérin, Théâtre Michel (Paris)
- 1967 : La Mégère apprivoisée de William Shakespeare, mise en scène d'André Thorent, Théâtre de l'Atelier, création au festival de Saint-Malo

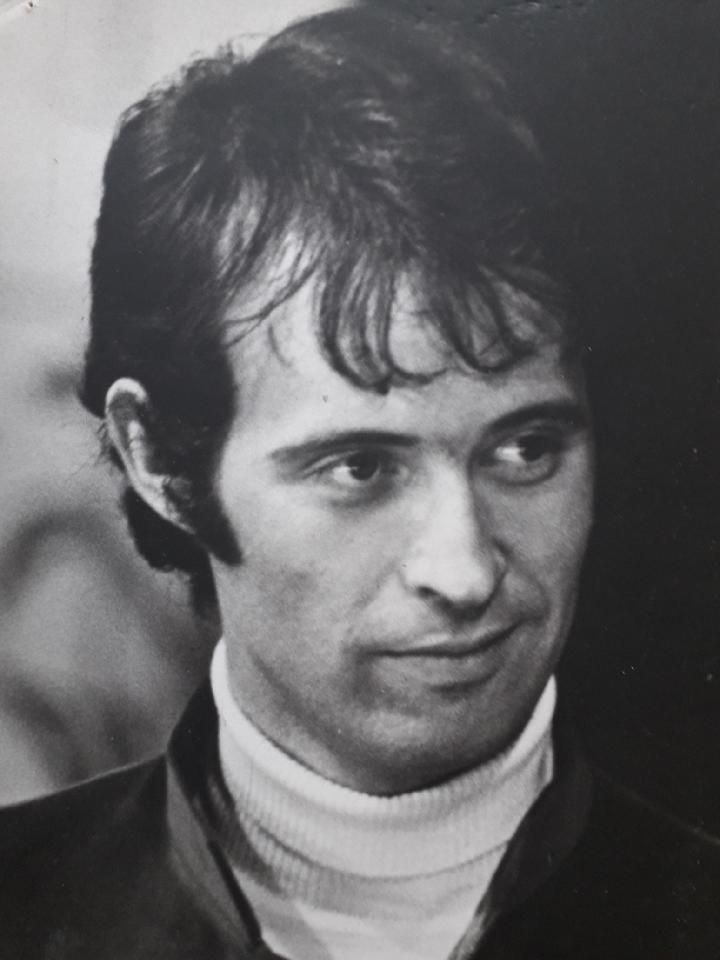
Saint-Dupont

- Saint-Dupont1967 : Saint-Dupont de Marcel Mithois, mise en scène de J-P Grenier, Théâtre de la Renaissance (Paris)
- 1969 : L'Aiglon d'Edmond Rostand, mise en scène de Jacques Seyres, Théâtre du Châtelet
- 1972 : Le Jeu de l'amour et du hasard de Marivaux, mise en scène de P. Dellatore, Théâtre Val-de-Marne
- 1972 : L'Avare de Molière, mise en scène de Jean-Jacques Daubin, Théâtre de l'Ouest Parisien
- 1973 : L'Orchestre de Jean Anouilh, mise en scène d'Andréas Voutsinás, Café-théâtre des Halles - Le Fanal (Paris)

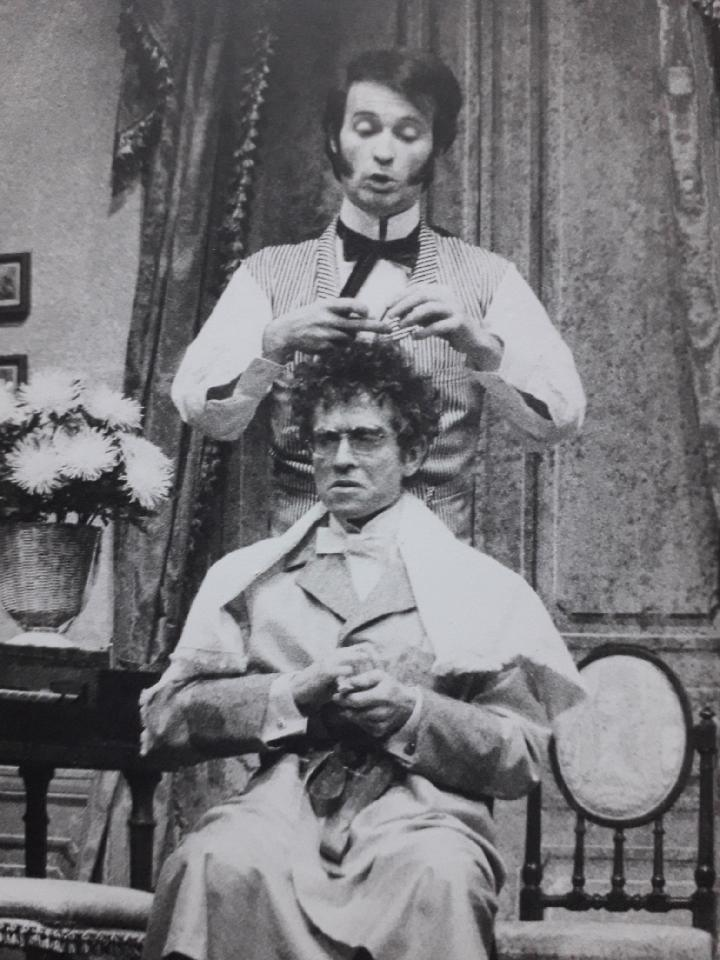
Avec Darry Cowl dans Célimare le bien aimé

- Avec Darry Cowl dans Célimare le bien aimé1973 : Célimare le bien-aimé d'Eugène Labiche, mise en scène d'Andréas Voutsinás, création au Théâtre de l'Ouest Parisien
- 1973 : Protée de Paul Claudel, mise en scène de Michel de Maulne, Théâtre Essaïon

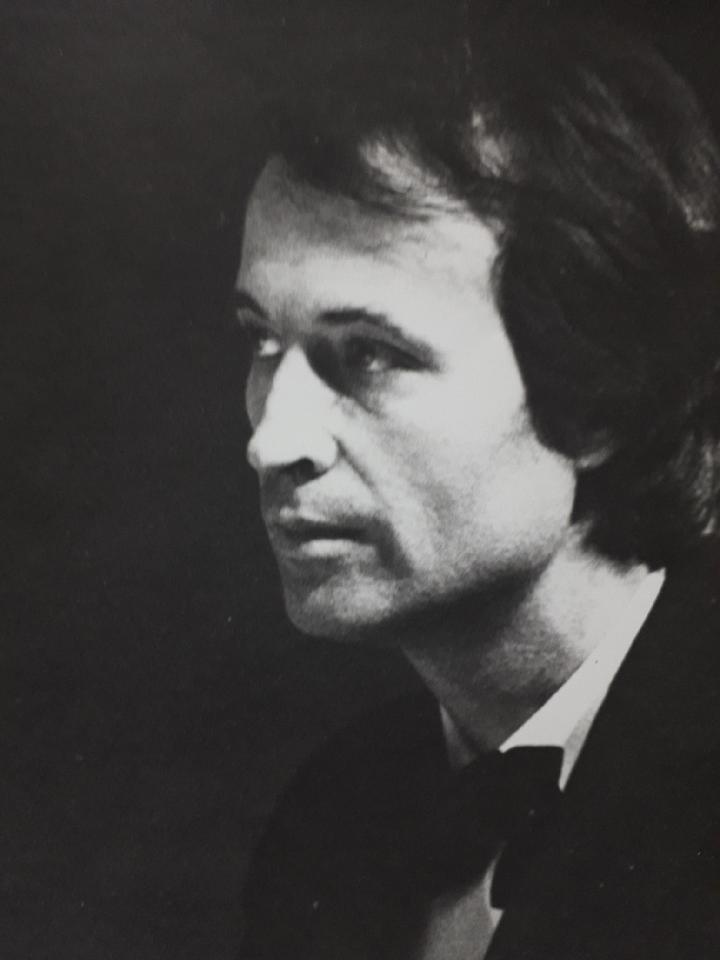
Quelle belle vie, quelle belle mort

- Quelle belle vie, quelle belle mort1981 : Quelle belle vie, quelle belle mort ! de Dorothy Parker, mise en scène d'Andréas Voutsinás, Théâtre Daniel Sorano, Vincennes
- 1981 : Le Canard sauvage d'Henrik Ibsen, mise en scène de Lucian Pintilie, Théâtre de la Ville
- 1983 : La Manufacture de Didier Flamand, création dans une usine désaffectée du XIIIe arrondissement de Paris
- 1989 : Mirabeau ou le Délassement comique de JP Bernard, mise en scène de Michel de Maulne, Théâtre Fontaine
- 1990 : Délivrez-nous de Saint-Stéphane de Jacques Darras, mise en scène de Michel de Maulne, Maison de la poésie
- 1993 : Apollinaire le mal-aimé, mise en scène de Michel de Maulne, Maison de la poésie
- 1995 : Monsieur Pirandello est demandé au téléphone d'Antonio Tabucchi, mise en scène d'André Deho Neves, Théâtre Molière (Paris)
- 1995 : Un certain Œdipe de Gauthier Fourcade, mise en scène de JP Stewart, Théâtre des Cinquante (rebaptisé Comédie-Bastille)
- 1995 : Le Vestiaire de David Storey, mise en scène de JP Stewart, Théâtre des Cinquante (rebaptisé Comédie-Bastille)
- 1998 : Les Lavandiers d'Alain Cauchi, mise en scène d'Alain Cauchi, Théâtre du Splendid
- 2000 : Isidore le pêcheur d'Alain Cauchi, mise en scène d'Alain Cauchi, Théâtre Essaïon
- 2002 : Prends bien garde aux zeppelins de Didier Flamand, Théâtre national de Chaillot

### Mises en scène
- 1982 : Zoo Story d'Edward Albee, Théâtre Marie Stuart
- 1988 : Comment est le printemps là-bas ? d'Anne Blondeau, Théâtre des Cinquante
- 1995 : Le Passage d'Alain Cauchi, Théâtre du Lucernaire
- 1997 : Les Lavandiers, co-mise en scène avec A. Cauchi, Théâtre Essaïon

## Filmographie

### Cinéma

#### Longs métrages
- Annuaire du spectacle 1970.

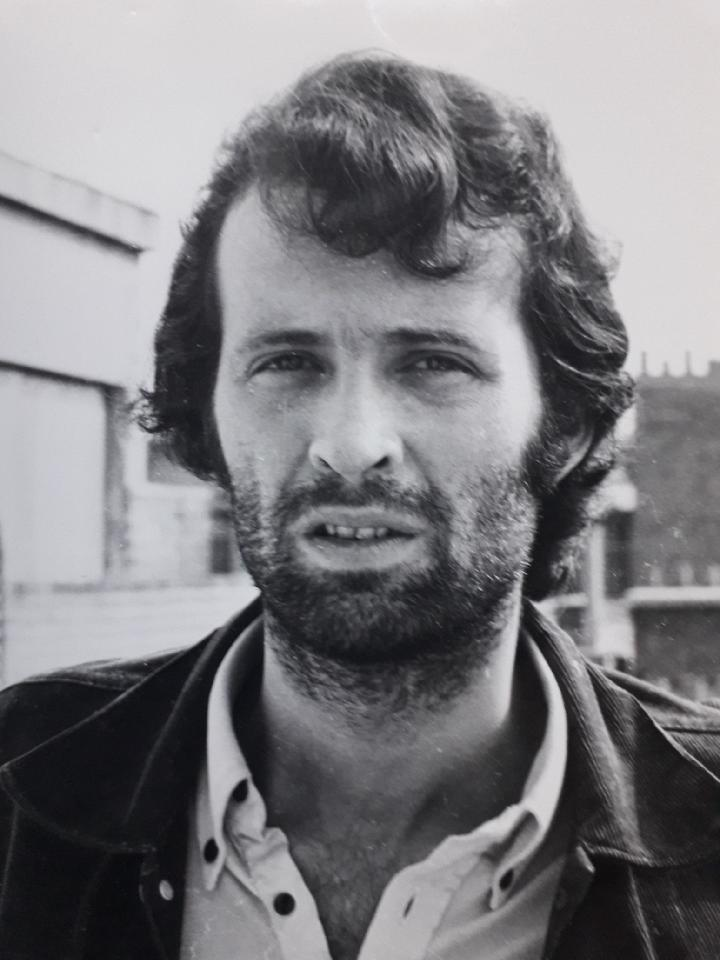
Annuaire du spectacle 1970

- 1964 : Les Parapluies de Cherbourg de Jacques Demy : Pierre[1]
- 1970 : Peau d'âne : le second cavalier[2]
- 2002 : La Chatte à deux têtes de Jacques Nolot (avec la complicité de)

### Courts-métrages
- 1986 : Manège de Jacques Nolot
- 1993 : La Vis de Didier Flamand
- 2005 : Mauvais Gendre de Gilbert Merme [3]

### Télévision

#### Séries télévisées
- 1966 : Variations (émission télévisée de Simone Cendrar) consacrée à Shelley, réalisée par Jean-Paul Roux. Textes interprétés : The Cloud, De l'arabe, Adonnais
- 1968 : Thibaud ou les Croisades d'Henri Colpi : Noblecourt
- 1969 : En passant par Bordeaux (émission télévisée de Jean-Pierre Rosnay) de Bernard Deflandre. Texte interprété : Plume voyage d'Henri Michaux
- 1969 : Jeunesse et poésie (émission télévisée de Jean-Pierre Rosnay), de Bernard Deflandre. Texte interprété : "Le bilboquet" de Charles Cros[4]
- 1970 : émission télévisée de Jean-Pierre Rosnay consacrée à Victor Hugo, de Bernard Deflandre. Texte interprété : "Réponse à un acte d'accusation"
- 1971 : Le Voyageur des siècles de Jean Dréville : le poète[5]
- 1972 : Les Rois maudits de Claude Barma : le clerc Robert Mulet[6]
- 1982 : On sort ce soir : le théologien Molvig

#### Téléfilms
- Cervantès ou le prisonnier d'Alger

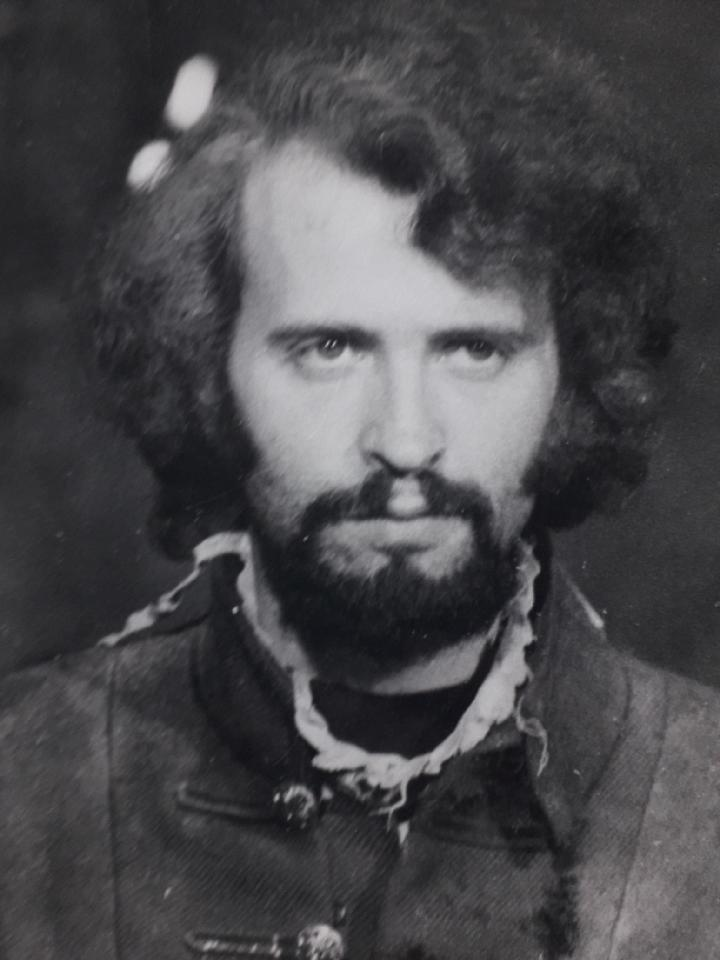
Cervantès ou le prisonnier d'Alger

- 1966 : Les Femmes savantes (Jean Pignol) : Lépine[7]
- 1966 : Le Philosophe sans le savoir de Michel-Jean Sedaine, de Jean-Paul Roux : le domestique de M. d'Esparville[8]
- 1968 : Jeanne de Piennes de Romain Rolland, d'Albert Riéra : François de Montmorency[9]
- 1969 : Cervantes ou le Prisonnier d'Alger de Jean-Claude Denesle : Rodrigo[10]
- 1970 : Chatterton (de Vigny) réalisation Pierre Vernier : Lord Lauderdale[11]
- 1972 : Qui êtes-vous Monsieur Renaudot ? : Eusèbe[12]

## Radio
- 1965 : Le Grand Danton de B.Latour, France Culture
- 1991 : La Tentation de Vaclav Havel, réalisation C. Pivin, France Culture
- 2002 : La Roue de Vaclav Havel, France Culture

## Publication
- On vous soignera quand vous serez guéris, éditions Persée, 2012.